# Mapai (distrito)

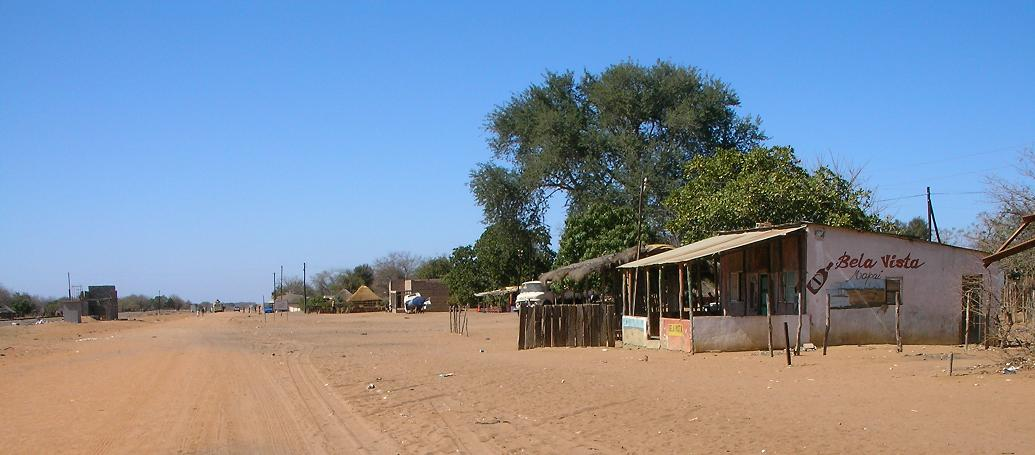
Vila de Mapai

localização do distrito de Mapai em Moçambique

O distrito de Mapai está situado na parte norte da província de Gaza, em Moçambique. A sua sede é a vila de Mapai. Este distrito foi criado pela Lei 3/2016, de 6 de Maio que aprovou a elevação do posto administrativo do distrito de Chicualacuala à categoria de distrito. O distrito de Mapai tem uma superfície de 2 435 km²  e uma população estimada de 29 026 habitantes em 2020.
Tem limites geográficos, a norte com os distritos de Chicualacuala e Massangena, a leste com o distrito de Chigubo, a sul com os distritos de Mabalane e Massingir , e a oeste é limitado pelo distrito de Chicualacuala.

## Divisão Administrativa
O distrito está dividido nos postos administrativos de Machaila e Mapai, compostos pelas seguintes localidades:
- Posto Administrativo de Machaila:
  - Hariane
  - Machaila
- Posto Administrativo de Mapai: 
  - Chidulo
  - 16 de Junho
  - Mapai-Rio
  - Mepuzi

O posto administrativo de Machaila e as localidades de Hariane e Machaila foram criados em 2017.